# Nattividad
Nattividad è il secondo album in studio della cantante dominicana Natti Natasha, pubblicato il 24 settembre 2021.
Il disco è stato anticipato dalle hit Ram Pam Pam con Becky G, Qué mal te fué e Las nenas con Cazzu, Farina e La Duraca.
Il titolo dell'album trae ispirazione dall'esperienza della gravidanza che ha segnato la cantante come donna, madre e persona.

## Tracce
1. Frozen
2. Imposible amor (con Maluma)
3. Noches en Miami
4. Antes que salga el sol (con Prince Royce)
5. No quiero saber
6. Ram Pam Pam (con Becky G)
7. Las nenas (con Farina, Cazzu, La Duraca)
8. Qué mal te fué (remix con Justin Quiles e Miky Woods)
9. Me felicito
10. Qué Lío
11. Fue tu culpa (con Fran Rozzano)
12. Arrebatá
13. Eleven
14. Hablando de mí
15. Philliecito (con Brray e Nio Garcia)
16. Cuento breve
17. Noches en Miami (Dimitri Vegas & Like Mike vs. Bassjackers EDM remix)

## Classifiche
| Classifica (2021) | Posizione massima |
| ----------------- | ----------------- |
| Spagna            | 36                |